# تصد (قضاء)
التصدي هو حق يخول للمجلس الأعلى (أعلى درجات التقاضي في المغرب) عندما يقضي بنقض قرار صادر عن محكمة الاستئناف بعلة خرقه للإجراءات الشكلية أو عدم التقيد بها، كأن يكون قرار محكمة الاستئناف غير متضمن لاسم القاضي الذي أصدر الحكم، وذلك بأن يبث في موضوع النازلة؛ كما أن للمجلس الأعلى أن يحيل القضية من جديد على أنظار محكمة الاستئناف المصدرة للقرار على أن تنظر فيها هيئة أخرى أو أن تحيل القضية على محكمة استئناف أخرى.